# Ferry Graf
Ferry Graf (Ternitz, 14 de dezembro de 1931 - 26 de julho de 2017, Jyväskylä) foi um cantor austríaco, que se tornou um cidadão finlandês.

## Carreira
Em 1959, Graf foi selecionado pela Österreichischer Rundfunk (ORF) para representar a Áustria no Festival Eurovisão da Canção 1959 com a canção "Der K und K Kalypso aus Wien" ("O K and K Calypso de Viena"). A canção terminou em 9.º lugar, recebendo 4 pontos.Se bem que a canção tenha sido lançado como single, não foi um sucesso comercial. 
Nos anos seguintes a sua participação na Eurovisão, Graf fez algumas aparições na TV austríaca e alemã, inclusive, a participar no ZDF-Hitparade em 1969, mas não fez grandes sucessos. Na década de 1970 mudou-se para a Finlândia, onde formou sua própria banda, produzindo música hillbilly, bem como versões cover alemã de Elvis Presley é música clássica. Ferry Graf tornou-se cidadão finlandês, vivendo em Jyväskylä até à sua morte.